# Acta Mathematica Hungarica
Acta Mathematica hungarica (сокращенное название — AMHU) — венгерский математический научный журнал. Издается с 1950 года. Язык журнала — английский. Издательство — Akadémiai Kiadó, соиздатель Springer Science+Business Media B.V., Formerly Kluwer Academic Publishers B.V.
ISSN 0236-5294
ISSN онлайновой версии 1588-2632
Раздел рубрикатора ГРНТИ
27.01.00 Общие вопросы математики